# Ace of Base
Ace of Base (IPA: /eɪs.əv.beɪs/, транскрипција: Ејс ов бејс) je шведска поп група.
Првобитна постава групе је: Улф Екберг и троје рођака Јонас Бергрен, Малин Лин Бергрен и Џени Бергрен. Издали су четири студијска албума између 1993. и 2002, који су продати у преко 30 милиона примерака широм света. Тиме су постали трећи најуспешнији бенд из Шведске свих времена, после групе АББА и Роксет.
Албум Happy Nation / The Sign је један од најпродаванијих деби албума свих времена, и има платинасти тираж у Сједињеним Државама. То је био деби албум са три сингла број 1 на топ-листама: All That She Wants, The Sign и Don't Turn Around.
Након формалног одласка певачице Лин 2007. године, имају серију концерата као трио у Европи и Азији од 2007. до 2009, пре него што је и Џени у новембру 2009. најавила да напушта бенд како би се фокусирала на своју соло каријеру. Јонасу и Улфу се придружују два нова женска вокала, Клара Хагман и Јулија Вилијамсон. Нова постава је издала први албум The Golden Ratio у септембру 2010.

## Дискографија

### Албуми
- Happy Nation / The Sign (1993)
- The Bridge (1995)
- Flowers / Cruel Summer (1998)
- Da Capo (2002)
- The Golden Ratio (2010)

### Синглови
- Wheel of Fortune (1992)
- All that She Wants (1993)
- Happy Nation (1993)
- Waiting for Magic (1993)
- The Sign (1994)
- Don't Turn Around (1994)
- Living in Danger (1994)
- Lucky Love (1995)
- Beautiful Life (1995)
- Never Gonna Say I'm Sorry (1996)
- My dèja vu (1996)
- Life is a Flower (1998)
- Cruel Summer (1998)
- Travel to Romantis (1998)
- Beautiful Morning (2002)
- Unspeakable (2002)